# Amazon Trust Services
Amazon Trust Services ist eine Zertifizierungsstelle für digitale Zertifikate von Amazon. Die Zertifizierungsstelle wird von Amazon Web Services (AWS) betrieben und dient dem Zweck, Kunden von AWS X.509-Zertifikate für ihre AWS-Dienste zur Verfügung zu stellen.

## Überblick
Die Zertifizierungsstelle betreibt mehrere Wurzelzertifikate, die mit RSA oder ECDSA signiert sind und in gängigen Webbrowsern und Betriebssystemen ausgeliefert werden. Die Beantragung und Verwaltung der Zertifikate erfolgt über die Webanwendung Amazon Certificate Manager. Der Certificate Manager unterscheidet zwischen privaten Zertifikaten, die in einer eigenen PKI für nichtöffentliche Netze ausgestellt werden, und öffentlichen Zertifikaten, die von Amazon Trust Services für den Einsatz im Internet ausgestellt werden.
Die von Amazon Trust Services ausgestellten öffentlichen Zertifikate können nur für AWS-Dienste genutzt werden. Der private Schlüssel wird den Kunden nicht für ihre eigene Infrastruktur zur Verfügung gestellt.

## Geschichte
Amazon Trust Services entstand durch die Übernahme von Starfield Services, einer seit 2005 bestehenden und in den meisten Webbrowsern enthaltenen Zertifizierungsstelle.